# Lina Medina
Lina Vanesa Medina, född 23 september 1933 i Paurange i Peru,  utsattes – knappt fem år gammal – för barnvåldtäkt. Våldtäkten resulterade i att hon blev gravid. Hon är den yngsta bekräftade modern i medicinhistorien. Hon var 5 år, 7 månader och 21 dagar gammal då hon födde en pojke. 
Medinas föräldrar tog henne till sjukhus när hon var 5 år på grund av hennes, vad man då trodde, onaturligt stora mage. Man trodde först att hon hade en tumör, men läkaren doktor Gerardo kom fram till att hon var gravid i sjunde månaden. Dr. Gerardo tog henne till Lima för att kunna få bekräftelse från andra specialister på att Medina faktiskt var gravid. En och en halv månad senare, den 14 maj 1939, föddes en pojke med kejsarsnitt (på grund av hennes lilla bäcken). Pojken fick namnet Gerardo, efter doktorn. Han vägde 2,7 kg vid födseln. År 1972 gifte Medina sig och fick ännu en son, 33 år efter den förste. Gerardo avled när han var omkring 40 år på grund av en benmärgssjukdom.
Lina Medinas son Gerardo trodde upp till tioårsåldern att Lina Medina var hans äldre syster.
Vem som var far till barnet kom aldrig fram. Medinas far satt under en tid anhållen för misstanke om våldtäkt. Han släpptes dock på grund av brist på bevis. Vissa rykten säger också att fadern till barnet kan ha varit trädgårdsmästaren till familjen, som försvann spårlöst när man fick bekräftat att 5-åringen var gravid.